# Euchromius tanalis
Euchromius tanalis ist ein Schmetterling (Nachtfalter) aus der Familie der Crambidae.

## Merkmale
Die Vorderflügellänge beträgt 20 bis 24 Millimeter. Die cremweiße Frons ist nach vorn gezogen und hat eine deutliche Spitze. Die Labialpalpen sind an den Seiten basal und von oben und unten cremeweiß, ansonsten braun. Die Maxillarpalpen sind ebenso cremeweiß und basal braun umringt. Ihr letztes Glied ist cremeweiß bis hellbraun. Auch die Fühler sind cremeweiß.
Der Thorax ist cremeweiß bis braun. Die Patagia ist hellbraun und hat zwei unauffällige, breite, braune Längsstreifen. Die Tegulae sind cremeweiß bis braun und gleichmäßig gefleckt. Die Vorderflügel sind cremeweiß und dicht ockerfarben bis dunkelbraun beschuppt. Eine ockerfarbene bräunliche Subterminallinie ist etwa mittig zwischen den Terminalflecken und dem Ende des hinteren Flügelbereichs ausgebildet. Der an die Terminalflecke angrenzende Bereich ist weiß. Die acht bis neun schwarzen Terminalflecke sind im Muster 2-2-3-1 oder 2-2-3-2 angeordnet. Die Flügelfransen sind glänzend, cremeweiß und umfassen zwei oder drei braune Linien. Die Hinterflügel sind cremeweiß bis hellbraun. Das Termen ist dunkel gerandet, die Fransen sind weiß mit bräunlicher Linie. Das achte Tergit hat ein normal sklerotisiertes Sklerit, dessen hinterer Teil größer als der vordere ist. Beide Teile sind ungefähr rechteckig und durch einen Stiel verbunden.

### Ähnliche Arten
Die Art kann äußerlich nicht von Euchromius mythus und Euchromius geminus unterschieden werden. Von Euchromius matador unterscheidet sie sich durch die Anordnung der Terminalflecke. Bei der ähnlichen Art sind sie im Muster 2-2-2-2-1 oder 2-2-2-2-2 angeordnet, wohingegen sie bei Euchromius tanalis im Muster 2-2-3-1 oder 2-2-3-2 angeordnet sind. Auch die afrikanischen Exemplare von Euchromius ocelleus haben eine Ähnlichkeit. Diese haben jedoch eine weniger stark nach vorne gezogene Schnauze. Genitalmorphologisch unterscheidet sich Euchromius tanalis von den übrigen Arten durch einen keulenförmigen Cucullus. Die Cornuti bilden eine dichte Reihe, der Aedeagus ist kürzer und weniger schlank als bei Euchromius mythus. Das Ostium ist anders als bei den ähnlichen Arten groß und zahnförmig. Von Euchromius mythus unterscheidet sich die Art außerdem durch einen leicht sklerotisierten Teil am Ductus bursae nahe dem Ductus seminalis. Auch der sklerotisierte Teil unterhalb des Ostiums ist anders geformt.

## Vorkommen und Lebensraum
Euchromius tanalis ist in den Bergregionen Kenias und Äthiopiens verbreitet. Der Lebensraum erstreckt sich auf Vegetationszonen zwischen 1200 und 3250 Höhenmeter. Die Falter wurden in Äthiopien im Oktober, in Kenia im Januar, Mai und Juni gefangen.

## Belege